# Thorstein Helstad
Thorstein Helstad (* 28. dubna 1977, Hamar, Norsko) je bývalý norský fotbalový útočník. Nastupoval i v norské fotbalové reprezentaci. Mimo Norska hrál na klubové úrovni v Anglii, Rakousku a Francii.

## Klubová kariéra
Na klubové úrovni hrál v Norsku v mužstvech Hamarkameratene, Brann Bergen, Rosenborg BK a Lillestrøm SK. S Rosenborgem získal 3 ligové tituly. V Anglii hrál za Leeds United FC, v Rakousku za FK Austria Wien (vyhrál zde double v sezóně 2002/03), ve Francii za Le Mans FC a AS Monaco FC.
Celkem třikrát se stal v dresu Brann Bergen nejlepším kanonýrem nejvyšší norské fotbalové ligy:
- v sezóně 2000 nastřílel 18 gólů (26zápasová sezóna)
- v sezóně 2001 nastřílel 17 gólů (26zápasová sezóna, společně s ním dali stejný počet branek i Frode Johnsen z Rosenborg BK a Clayton Zane z Lillestrøm SK)
- v sezóně 2007 nastřílel 22 gólů (26zápasová sezóna)

## Reprezentační kariéra
Nastupoval za norskou jedenadvacítku.
V A-týmu Norska debutoval 16. 8. 2000 v utkání v Helsinkách proti týmu Finska (prohra 1:3). Při své premiéře vstřelil gól. Celkem odehrál v letech 2000–2010 za norský národní tým 38 zápasů a vstřelil 10 gólů.